# 每天愛你廿四小時
每天愛你廿四小時是歌手王力宏的流行音樂單曲，於2000年12月7日正式發行，由他作曲，林夕填词。

## 曲目
- CD

1. 每天 愛你廿四小時
2. Take Your Time

- VCD

1. Take Your Time MV
2. 每天 愛你廿四小時 音樂特輯製作花絮